# Otter Creek
Otter Creek es un pueblo ubicado en el condado de Levy en el estado estadounidense de Florida. En el Censo de 2010 tenía una población de 134 habitantes y una densidad poblacional de 35,71 personas por km².

## Geografía
Otter Creek se encuentra ubicado en las coordenadas 29°19′28″N 82°46′24″O / 29.32444, -82.77333. Según la Oficina del Censo de los Estados Unidos, Otter Creek tiene una superficie total de 3.75 km², de la cual 3.7 km² corresponden a tierra firme y (1.31%) 0.05 km² es agua.

## Demografía
Según el censo de 2010, había 134 personas residiendo en Otter Creek. La densidad de población era de 35,71 hab./km². De los 134 habitantes, Otter Creek estaba compuesto por el 94.78% blancos, el 2.99% eran afroamericanos, el 0% eran amerindios, el 0% eran asiáticos, el 0% eran isleños del Pacífico, el 0% eran de otras razas y el 2.24% pertenecían a dos o más razas. Del total de la población el 2.24% eran hispanos o latinos de cualquier raza.